# カイル・フレッチャー
カイル・フレッチャー（英語: Kyle Fletcher、1998年12月24日 - ）は、オーストラリアのプロレスラー。ニューサウスウェールズ州シドニー出身。
マーク・デイビスとのタッグチーム、オージー・オープン（英語: Aussie Open）での活躍で知られる。

## 来歴
地元シドニーのローカルプロモーション、プロフェッショナル・レスリング・アライアンス（英語: Professional Wrestling Alliance、現:PWA Black Label）でトレーニングを開始し、2014年にプロレスデビュー。
学校を卒業後、プロレスラーとして生活していくことを決めたフレッチャーは、規則正しくプロレスに打ち込める環境を求め、18歳にしてイギリスに拠点を移す。イギリスでは旧知の間柄にあったマーク・デイビスと数回シングルマッチを行った後、「オーストラリアからやってきた2人組」としてタッグを組んでほしいというブッキングを受けたことで、2017年7月にデイビスとのタッグチーム、オージー・アサルトを結成。のちにチーム名をオージー・オープン（英語: Aussie Open）に改めて、本格的にタッグとして活動を開始。16日にカーディフを拠点とするプロモーション団体、ATTACK!プロレスリングに参戦。カラマリ・キャッチ・キングス（クリス・ブルックス & キッド・ライコス）を相手に勝利を収め、デイビスと共に同団体のタッグ王座を奪取した。以降、レボリューション・プロレスリング（以下「RevPro」）を中心にイングランド各地のプロモーションを転戦、2018年5月にはイギリスツアーを行っていたROHに、9月にはドイツのウエストサイド・エクストリーム・レスリングに参戦し、その活動域を広げていった。2019年5月10日には、鈴木みのる & ザック・セイバーJr.が保持するRPWブリティッシュ・タッグ王座に挑戦し勝利、王座を奪取した。
オージー・オープンとして数々のタッグ王座を獲得する一方、ウルヴァーハンプトンを拠点とするファイト・クラブ・プロ（英語: Fight Club: PRO）ではシャーデンフロイデなるユニットに加入し、2019年5月にクリス・ブルックスとのタッグでベスティーズ・イン・ザ・ワールド（デイビー・ヴェガ & マット・フィチェット）に勝利し、FCPタッグ王座に戴冠した。
2019年8月、新日本プロレスが主催するRoyal Questの出場を賭けたタッグ・トーナメントにオージー・オープンとして出場し優勝。31日にゲリラズ・オブ・デスティニー（タマ・トンガ & タンガ・ロア）の保持するIWGPタッグ王座に挑戦したがスーパーパワーボムに敗れた。
COVID-19のパンデミックにより、2020年はオージー・オープンとしての活動はほとんど行われず、2021年2月12日に古巣となるPWA Black Labelの大会で活動を再開。5月8日にベロシティーズ（ジュード・ロンドン & パリス・デ・シルバ）の保持するPWAタッグ王座を奪取。9月19日にRevPro主催の大会でデスティネーション・エブリウェア（マイケル・オク & コナー・ミルズ）の保持するブリティッシュタッグ王座と、PWAタッグ王座が懸けられたダブルタイトルマッチを制しタッグ二冠王に輝く。同大会のメインイベント終了後、デイビスと共にウィル・オスプレイを筆頭としたユニット、UNITED EMPIREに加入した。

## タイトル歴
ATTACK! プロレスリング
- ATTACK! 24/7 王座 : 4回
- ATTACK! タッグ王座 : 2回

パートナーはマーク・デイビス×2
PWA Black Label
- PWAタッグ王座 : 1回

パートナーはマーク・デイビス
ウエストサイド・エクストリーム・レスリング
- wXw世界タッグ王座 : 2回

パートナーはマーク・デイビス×2
オーバー・ザ・トップ・レスリング
- OTTタッグ王座 : 1回

パートナーはマーク・デイビス
新日本プロレス
- STRONG無差別級タッグ王座 : 2回（初代、第2代）

パートナーはマーク・デイビス
- IWGPタッグ王座 : 1回（第98代）

パートナーはマーク・デイビス
- NJPW STRONG無差別級タッグチームトーナメント 優勝（2022年）

パートナーはマーク・デイビス
ディファイアント・レスリング
- ディファイアント・タッグ王座 : 2回

パートナーはマーク・デイビス×2
ファイト・クラブ・プロ
- FCPタッグ王座 : 1回

パートナーはクリス・ブルックス
プログレス・レスリング
- プログレス・タッグ王座 : 2回

パートナーはマーク・デイビス×2
ホープ・レスリング
- ホープ 24/7 ハードコア王座 : 4回
- ホープ・タッグ王座 : 1回

パートナーはマーク・デイビス
レボリューション・プロレスリング
- RPWブリティッシュ・タッグ王座 : 2回（第21、25代）

パートナーはマーク・デイビス×2